# Лаар, Март
Март Ла́ар (эст. Mart Laar; род. 22 апреля 1960, Вильянди, ЭССР) — эстонский политик и государственный деятель, премьер-министр Эстонии с 1992 по 1994 и с 1999 по 2002 годы, министр обороны Эстонии с 2011 по 2012 год, бывший председатель правой консервативно-националистической партии Союз Отечества и Res Publica.

## Политическая деятельность
В 1983 году окончил Тартуский университет, в 1995 году в том же университете получил степень магистра истории, а в 2005 году защитил докторскую диссертацию. В период обучения в университете активно участвовал в работе комсомольской организации университета.
Написал несколько книг по истории Эстонии и России. Кроме того, был учителем истории в Таллине, а также председателем Совета историков при Фонде Эстонского Наследия, Общества за сохранение эстонской истории и Общества эстонских студентов.
Решением Рийгикогу (парламент Эстонии) от 21 октября 1992 года Лаар был утверждён премьер-министром, после того, как был назначен на этот пост президентом Леннартом Мери. В 1994 году в результате открытого голосования Парламент Эстонии лишил Лаара поста премьер-министра. Отставка сопровождалась обвинениями во лжи, что было следствием двух сомнительных сделок:
- исчезновение 2,3 миллиардов советских рублей (полученных в результате обмена на эстонские кроны в ходе денежной реформы[2][3][4]. По соответствующему соглашению, деньги должны были быть переданы Российскому Центробанку, однако вместо этого оказались в руках двух эстонских бизнесменов, и проданы затем режиму республики Ичкерия[5]). В результате этой сделки пострадала также репутация Сийма Калласа, бывшего в тот период президентом Банка Эстонии)[6].
- «Оружейная афера» (правительством Эстонии был заключён договор на покупку у израильской военной государственной корпорации Israel Military Industries оружия на сумму $50 млн[7].

За время своего первого пребывания у власти сумел заслужить репутацию крупного экономиста и успешного реформатора. Реализовал в Эстонии систему титулов Торренса в области регистрации прав на недвижимое имущество. Реформы, проведённые Лааром в 1992—1994 годах под лозунгом plats puhtaks! (очистим место!), по западным оценкам, заложили основу для быстрого экономического роста и привели к приёму Эстонии в ЕС. Внёс существенный вклад в формирование политики Эстонской Республики в отношении национальных меньшинств.
Спустя пять лет, в 1999 году, он вернулся на тот же пост, декларируя следующие политические цели: вытянуть экономику из болота и привести страну в ЕС. Оставался на посту до отставки в 2002 году.
Вошёл в составленный в 1999 году по результатам письменного и онлайн-голосования список 100 великих деятелей Эстонии XX века.
В 2006 году Лаар был удостоен премии Милтона Фридмана ($0,5 млн), присуждаемой раз в два года «человеку, внёсшему значительный вклад в развитие человеческих свобод».
Является одной из самых скандальных фигур эстонской политики. Кроме «оружейной» и «рублёвой» аферы, широкую огласку получили некоторые высказывания Лаара, а также случай, когда он, будучи премьер-министром, упражнялся в стрельбе из пистолета по портрету своего политического противника Эдгара Сависаара. Известен своим национал-радикализмом, резкими заявлениями в адрес России.
С 2006 года был советником президента Грузии Саакашвили.
По словам министра иностранных дел Эстонии Урмаса Паэта, одна из частей деятельности Лаара (помимо консультирования) «объяснить президенту и правительству Грузии, какие настроения царят сейчас в ЕС и НАТО, чтобы Тбилиси вёл себя как можно реалистичнее».
Исполнял эти обязанности до войны августа 2008 года.
В 2010 году приглашён на должность советника Правительства Молдовы.
В июле 2011 года Лаар выступил с заявлением о том, что в случае военного конфликта с Россией части Армии обороны Эстонии смогут приостановить до подхода сил НАТО наступающие российские танки, а также заявил, что в Эстонии уже началась подготовка партизанских отрядов для аналогичных целей. Постоянный представитель России при НАТО Дмитрий Рогозин охарактеризовал Лаара как «буйного фантазёра» и посоветовал ему «почаще принимать антидепрессанты». Чуть позже министр обороны Эстонии заявлял о рассмотрении планов по созданию танковых подразделений в стране.

## Опубликованные труды
- 1989 Kodu lugu; («Отечественная история», совместно с Хейки Вальк и Лаури Вахтре)
- 1990 14. juuni 1941 ISBN 91-86116-58-4; (сборник «14 июня 1941» — дата первой депортации эстонцев в СССР)
- 1990 14. juuni 1941 a. : mälestusi ja dokumente ISBN 440009574 (ошибоч.); («14 июня 1941 г.: воспоминания и документы»)
- 1992 Forest Brothers: War in the Woods
- 1993 Metsavennad; («Лесные братья»)
- 1994 The challenge for Europe;
- 1995 Raamat Jakob Hurdast ISBN 9985-821-44-0; («Книга о Якобе Хурте»)
- 1996 Teine Eesti: Eesti iseseisvuse taassünd 1986—1991 ISBN 9985-854-03-9; («Другая Эстония: возрождение эстонское независимости 1986—1991» вместе с: Урмас Отть и Сирье Эндре)
- 1997 Ajalugu 5. klassile ISBN 9985-2-0025-X; («История для 5-го класса», вместе с: Мариа Тильк, Эха Хергаук, Лийзи Пяэсуке)
- 1997 Isamaa ilu hoieldes ISBN 91-86116-80-0; («Храня красоту Отчизны»)
- 1998 Eesti Vabadussõda ja Suurbritannia 1918—1920; («Эстонская овободительная война и Великобритания 1918—1920»)
- 2000 Eesti iseseisvus ja selle häving. I osa; («Независимость Эстонии и её разгром. I часть»)
- 2001 Back to the future: 10 years of freedom in Central Europe;
- 2002 Eesti uus algus ISBN 9985-62-079-8; («Новое начало Эстонии»)
- 2002 Estonia: little country that could;
- 2002 Das estnische Wirtschaftswunder ISBN 9985-62-078-X; (на немецком языке, «Эстонское экономическое чудо»)
- 2005 Äratajad : rahvuslik ärkamisaeg Eestis 19. sajandil ja selle kandjad ISBN 9985-858-43-3; («Будящие: национальное пробуждение XIX века в Эстонии и его носители»)
- 2005 Punane Terror. Nõukogude okupatsioonivõimu repressioonid Eestis; («Красный террор. Репрессии советских оккупационных властей в Эстонии»)
- 2005 Emajõgi 1944 ISBN 9985-3-1183-3; («Эмайыги 1944»)
- 2006 Sinimäed 1944. II Maailmasõja lahingud Kirde-Eestis ISBN 9985-3-1117-5; («Синимяэ 1944. Сражения II Мировой войны в северо-восточной Эстонии»)
- Эстонский легион в словах и снимках

## Награды
- Большой крест ордена «За заслуги» (2001, Франция)[18].

## Интересные факты
- 26 января 2012 года на странице Марта Лаара в социальной сети Facebook был задан вопрос об отношении министра обороны к ACTA. Вопрос был стёрт, а пользователь, задавший вопрос, заблокирован. Выяснилось, что все подобные вопросы стираются. Представителю газеты Ыхтулехт Март Лаар прокомментировал ситуацию так: «Если комментарии стёрты — ну, значит, место стало заканчиваться»[19].